# بخش مرکزی شهرستان خوشاب
بخش مرکزی شهرستان خوشاب از توابع شهرستان خوشاب استان خراسان رضوی.

## تقسیمات کشوری
- دهستانها و شهرهای بخش مرکزی شهرستان خوشاب:
  - دهستان طبس
  - دهستان رباط جز
  - دهستان سلطان‌آباد

شهرها: سلطان‌آباد